# Giro del Piemonte 1967
Il Giro del Piemonte 1967, cinquantottesima edizione della corsa, si svolse il 16 marzo 1967 su un percorso di 201 km. La vittoria fu appannaggio dell'italiano Guido De Rosso, che completò il percorso in 4h59'48", precedendo i connazionali Roberto Ballini e Mario Di Toro.
Sul traguardo di Marano Ticino 42 ciclisti, su 119 partiti da Torino, portarono a termine la competizione. 

## Ordine d'arrivo (Top 10)
| Pos. | Corridore           | Squadra           | Tempo    |
| ---- | ------------------- | ----------------- | -------- |
| 1    | Guido De Rosso      | Vittadello        | 4h59'48" |
| 2    | Roberto Ballini     | Filotex           | s.t.     |
| 3    | Mario Di Toro       | Germanvox-Wega    | s.t.     |
| 4    | Vincenzo Meco       | Max Meyer         | s.t.     |
| 5    | Graziano Battistini | Vittadello        | s.t.     |
| 6    | Vittorio Adorni     | Salamini-Luxor TV | s.t.     |
| 7    | Remo Stefanoni      | Max Meyer         | s.t.     |
| 8    | Ugo Colombo         | Filotex           | s.t.     |
| 9    | René Binggeli       | Max Meyer         | a 2'35"  |
| 10   | Marino Basso        | Mainetti          | a 3'38"  |